# Sii
Le sii est un dessert d'origine saviésanne. Mets rustique, il est fait de pain de seigle rassis imbibé de Dôle et auquel on ajoute raisins secs, sirop de sureau et sucre.

« Pour échapper à toute dépression nerveuse, pour éviter de vous ratatiner, et si votre estomac a la couenne dure, cultivez le zii (sic, sii) saviésan, l’antidiététique modèle, le super anabolisant des desserts vignerons. Laissez ruminer pendant vingt-quatre heures dans une dôle grand cru du seigle durci. Libérez ensuite loyalement cette pâte brunâtre avec de la crème et du sureau. Le mets restera dans votre souvenir comme une œuvre d’art exquise, au pouvoir adipeux incontrôlable. »

— Raymond Farquet, Description rebelle, L’oraison funeste, in 700 ans de solitude, 1991, Editions de l’Aire, p. 70.